# 袁岚峰
袁岚峰（1978年7月6日—），中国科学技术大学副研究员，科普专家，《科技袁人》主讲人。

## 生平
袁岚峰14岁时考入中国科学技术大学化学物理系，2001年获得中国科学技术大学化学博士学位，后在康奈尔大学化学与化学生物学系攻读博士后，2006年起任中国科学技术大学合肥微尺度物质科学国家实验室副研究员。

## 学术研究
袁岚峰主要从事理论与计算化学，包括纳米受限体系的结构与吸附、团簇与扩展体系的结构与电子性质、定性分子轨道理论等方面的研究，在Nature, Nature Comm.等权威学术期刊上发表50余篇论文。

## 荣誉
2018年度十大科学传播人物